# Krystyna Mikołajewska
Krystyna Mikolajewska (Pabianice, 1939. április 6. –) lengyel színésznő.

## Filmjei
- Weekendy – Alina (1963)
- A fáraó – Sarah, zsidó lány (1966)
- Sobótki – Jadwiga (1966)
- Bumerang (1966)
- Végzetes lépés (Kontrybucja) – Anna (1967)
- Cala naprzód – Lány a háremben (1967)
- A gyilkos nyomot hagy (Morderca zostawia slad) – Natalia Loszynska (1967)
- Csillagosok, katonák – Olga (1967)
- Dita Saxová – Dita Saxová (1968)
- Sramno leto (1969)
- Mit mir nicht, Madam! – Eva (1969)
- Az idő ablakai – Magui (1969)
- Halálos tévedés – Jessebee (1970)
- Belyy sneg Rossii – Grace Wishard (1980)